# Mike Schroepfer
Mike Schroepfer (sinh năm 1975) là một doanh nhân, kỹ sư công nghệ và nhà quản lý, hiện đang là phó chủ tịch mảng kỹ thuật của Facebook từ khi được bổ nhiệm tháng 8 năm 2008.
Schroepfer theo học trường trung học Spanish River Community tại Palm Beach County, Florida, tốt nghiệp năm 1993. Schroepfer nhận bằng cử nhân (1997) và bằng tiến sĩ (1999) chuyên ngành khoa học máy tính tại trường đại học Stanford.
Schroepfer từng là kỹ sư phần mềm tại công ty phần mềm máy tính Puffin Designs từ tháng 10 năm 1997 đến tháng 11 năm 1999 khi đang là hội viên của Reactivity, Inc., một văn phòng luật tư vấn về phần mềm máy tính.
Schroepfer thành lập công ty phần mềm máy tính CenterRun vào tháng 6 năm 2000, trở thành trưởng bộ phận kỹ sư và giám đốc kỹ thuật của công ty này. CenterRun được Sun Microsystems mua lại vào tháng 11 năm 2003. Sau sự kiện này Schroepfer trở thành giám đốc công nghệ của trung tâm phân chia dữ liệu tự động của Sun ("N1"). Schroepfer là phó chủ tịch mảng kỹ thuật của Mozilla Corporation từ tháng 7 năm 2005 đến tháng 8 năm 2008, nơi ông dẫn đầu việc phát triển trình duyệt Firefox.
Schroepfer trở thành giám đốc kỹ thuật của Facebook vào tháng 7 năm 2008. Năm 2008, Schroepfer đứng thứ 20 trong danh sách 25 người có ảnh hưởng nhất đến công nghệ di động của Laptopmag.com. Năm 2010, Fortune liệt ông cùng 2 đồng nghiệp nhánh công nghệ tại Facebook ở vị trí thứ 27 trong danh sách Top 40 doanh nhân dưới 40 tuổi.
Schroepfer hiện đang sống tại Khu vực vịnh San Francisco.